# Maruego
Maruego, noto anche come Ma Rue, pseudonimo di Oussama Laanbi (Berrechid, 18 maggio 1992), è un rapper marocchino naturalizzato italiano.

## Biografia
Nato nel 1992 in Marocco a Berrechid, da piccolo si trasferisce a Milano. Nel 2013 ha pubblicato diversi videoclip, Back Again, Savoir Faire con Sfera Ebbasta, Criminale, con quest'ultimo viene scoperto successivamente da Gué Pequeno e dal gruppo di produzione 2nd Roof, che invitano in studio il rapper. Nel 2014 pubblica il disco Che ne sai, che vede la partecipazione e collaborazione di Gué Pequeno nella canzone Nuova ex e Tormento nella traccia Che ne sai. Nel 2015 collabora al remix di Zarro! dei Club Dogo e all'album di Don Joe Ora o mai più, nella traccia Tutto apposto. Nel 2015 partecipa al concerto di Snoop Dogg all’Arenile di Napoli e a quello di Nicki Minaj all’Estathé Market Sound di Milano. Nel maggio 2015 firma per l'etichetta Carosello Records e pubblica il singolo Sulla stessa barca che. A fine mese prende parte al MI AMI. Il 6 luglio 2015 ha pubblicato il disco MIBT, (acronimo di Maruego In The Building). Nello stesso mese partecipa alla trasmissione radiofonica 105 Stars su Radio 105. L'anno successivo, ha collaborato con Emis Killa nella canzone Buonanotte. A fine maggio 2017 si esibisce al MI AMI Festival di Milano. Il 16 giugno 2017 esce il suo terzo disco Tra Zenith e Nadir edito sempre dalla Carosello, che vede la collaborazione di Fabri Fibra, Isi Noice, Vegas Jones, Jake La Furia, Zifou ed Emis Killa. A febbraio 2020 pubblica il singolo NCCAPM, seguito da un podcast omonimo. Il 28 marzo 2021 viene rilasciata Vllakho di Daxter con un suo verso all'interno che anticipa di qualche mese il suo album interamente solista. Il 16 luglio 2021 pubblica 92, suo terzo album prodotto quasi interamente da SlemBeatz. Anticipato dai singoli Terra bruciata e Moneygram, l'album è stato annunciato il 12 luglio con un post su Instagram insieme alla tracklist. Il 18 agosto 2021 viene rilasciato il remix di Fanculo Pure Te di Young Riich che vede la sua collaborazione. Nel 2023 ha pubblicato il suo secondo EP Disco Rai, attraverso La Créme Records, che è stato anticipato dai singoli CDMN e 7ela.

## Discografia

### Album in studio
- 2015 – MITB
- 2017 – Tra Zenith e Nadir
- 2021 – 92

### EP
- 2014 – Che ne sai
- 2023 – Disco Rai

### Singoli
- 2014 – Savoir Faire (con Sfera Ebbasta)
- 2015 – Cioccolata (con Caneda)
- 2016 – DD6
- 2016 – Napoleone
- 2016 – Zoo
- 2016 – Narcos
- 2016 – Pam
- 2017 – Leily
- 2017 – CRCLVM
- 2017 – La créme di Karim
- 2018 – Finito
- 2020 – NCCAPM
- 2020 – Covid-21
- 2020 – La vie en rose
- 2020 – Traccia 01
- 2020 – Terra Bruciata
- 2020 – Moneygram
- 2022 – La créme freestyle 1
- 2023 – CDMN
- 2023 – 7ela